# Eutelia approximata
Eutelia approximata là một loài bướm đêm trong họ Noctuidae.